# South Orange Open 1973
Il South Orange Open 1973 è stato un torneo di tennis giocato sulla erba. È stata la 4ª edizione del torneo, che fa parte del Commercial Union Assurance Grand Prix 1973. Si è giocato a South Orange negli USA dal 20 al 26 agosto 1973.

## Campioni

### Singolare maschile
Colin Dibley ha battuto in finale  Vijay Amritraj con il punteggio di 6–4, 6–7, 6–4

### Doppio maschile
Jimmy Connors /  Ilie Năstase hanno battuto in finale  Pancho Gonzales /  Tom Gorman con il punteggio di 6–7, 6–3, 6–2